# سیارک ۱۶۱۰۹۲
سیارک ۱۶۱۰۹۲ (به انگلیسی: 161092 Zsigmond، نامگذاری:2002OL28)۱۶۱۰۹۲مین سیارک کشف شده‌است که در ۲۹ ژوئیه ۲۰۰۲ کشف شد.